# Wereldkampioenschappen synchroonzwemmen 2017 – Team technische routine
De technische routine voor teams tijdens de wereldkampioenschappen synchroonzwemmen 2017 vond plaats op 16 en 18 juli 2017 in het Városliget in Boedapest.

## Uitslag
Finalisten zijn de eerste 12 genoemde deelnemers, aangegeven met groen.
| Rang   | Land             | Voorronde | Voorronde | Finale        | Finale        |
| Rang   | Land             | Punten    | Rang      | Punten        | Rang          |
| ------ | ---------------- | --------- | --------- | ------------- | ------------- |
| Goud   | Rusland          | 95.0121   | 1         | 96.0109       | 1             |
| Zilver | China            | 93.0711   | 2         | 94.2165       | 2             |
| Brons  | Japan            | 91.7484   | 3         | 93.1590       | 3             |
| 4      | Oekraïne         | 91.4917   | 4         | 92.3596       | 4             |
| 5      | Italië           | 89.5587   | 5         | 90.7617       | 5             |
| 6      | Spanje           | 88.8044   | 6         | 88.4687       | 6             |
| 7      | Canada           | 86.4407   | 7         | 86.2044       | 7             |
| 8      | Mexico           | 85.4788   | 8         | 85.9664       | 8             |
| 9      | Griekenland      | 83.8569   | 9         | 83.9112       | 9             |
| 10     | Noord-Korea      | 83.6271   | 10        | 83.4354       | 10            |
| 11     | Verenigde Staten | 82.1080   | 11        | 82.8546       | 11            |
| 12     | Wit-Rusland      | 81.6227   | 12        | 82.2796       | 12            |
| 13     | Zwitserland      | 81.0684   | 13        | Uitgeschakeld | Uitgeschakeld |
| 14     | Duitsland        | 76.9929   | 14        | Uitgeschakeld | Uitgeschakeld |
| 15     | Hongarije        | 76.9077   | 15        | Uitgeschakeld | Uitgeschakeld |
| 16     | Oezbekistan      | 74.8230   | 16        | Uitgeschakeld | Uitgeschakeld |
| 17     | Slowakije        | 74.5487   | 17        | Uitgeschakeld | Uitgeschakeld |
| 18     | Egypte           | 73.7861   | 18        | Uitgeschakeld | Uitgeschakeld |
| 19     | Singapore        | 73.6012   | 19        | Uitgeschakeld | Uitgeschakeld |
| 20     | Australië        | 72.6056   | 20        | Uitgeschakeld | Uitgeschakeld |
| 21     | Israël           | 72.3289   | 21        | Uitgeschakeld | Uitgeschakeld |
| 22     | Kroatië          | 70.7239   | 22        | Uitgeschakeld | Uitgeschakeld |
| 23     | Macau            | 67.0935   | 23        | Uitgeschakeld | Uitgeschakeld |
| 24     | Costa Rica       | 65.2021   | 24        | Uitgeschakeld | Uitgeschakeld |